# ハードロック・スタジアム

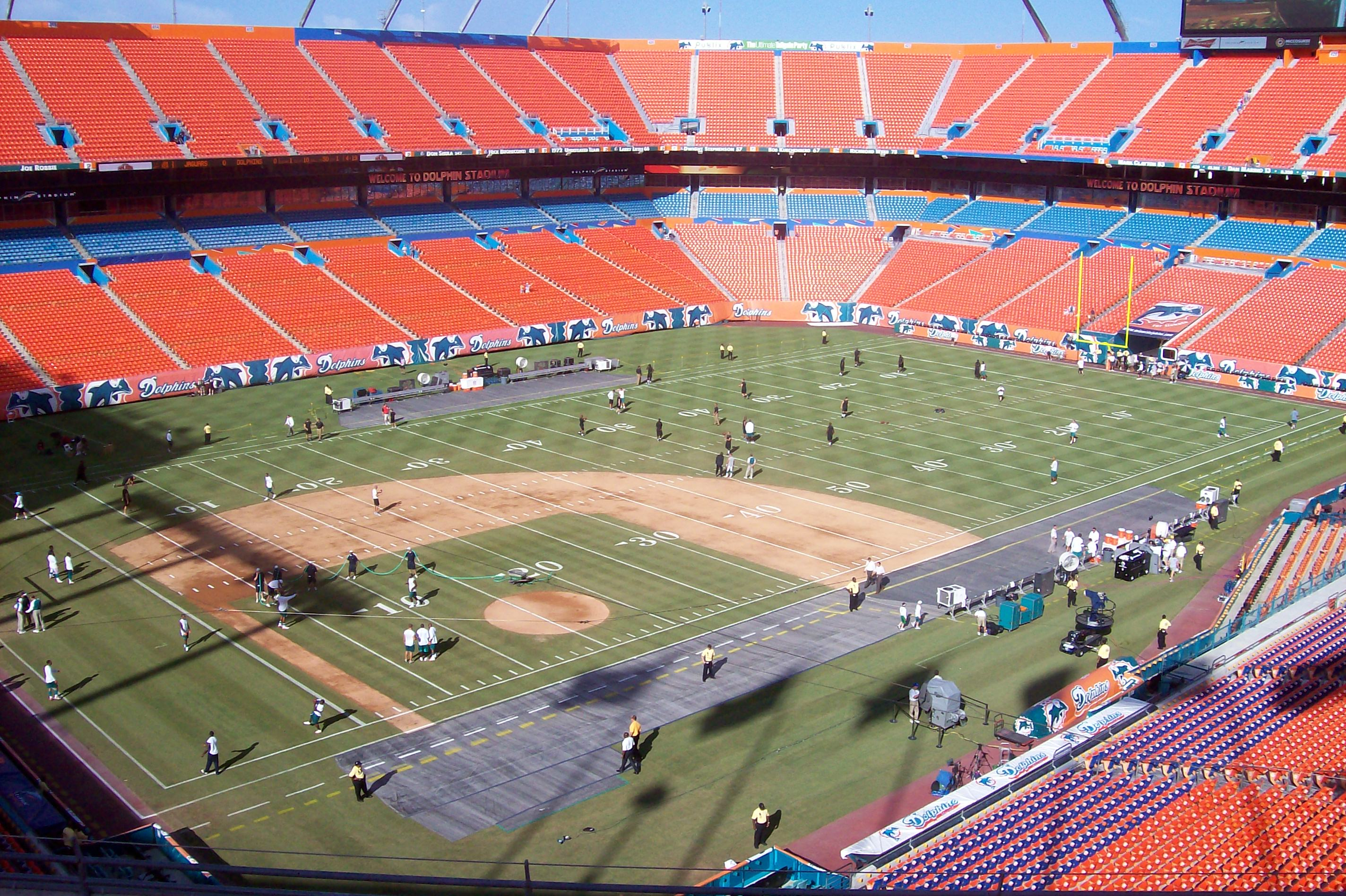
ドルフィン・スタジアム時代

ハードロック・スタジアム（英: Hard Rock Stadium）は、アメリカ合衆国のフロリダ州マイアミガーデンズにあるスタジアム。現在NFLマイアミ・ドルフィンズがアメリカンフットボール・スタジアムとして使用している。1993年から2011年まではMLBフロリダ・マーリンズが本拠地とし、野球場としても使用していた。

## 名称の変更
本施設は幾度となく名称を変更した。1987年のオープン当初はチーム名を冠したドルフィン・スタジアムであったが、同年中にマイアミ・ドルフィンズのオーナーの名を冠したジョー・ロビー・スタジアムに改称、1996年にスポーツ用品企業「プロ・プレイヤー」が命名権を買い取りプロ・プレイヤー・パーク→プロ・プレイヤー・スタジアムに改められた。2005年に契約が終了しドルフィンズ・スタジアム→ドルフィン・スタジアムへと戻されたが、2009年5月にアンハイザー・ブッシュ社が命名権を取得しランドシャーク・スタジアムに名称変更、2010年1月にはトロントを本社を置くサン・ライフ・フィナンシャルが5年契約での命名権を取得、サンライフ・スタジアムの名称になった。2016年8月に契約満了後にハードロックカフェが取得、ハードロック・スタジアムとなった。

## 歴史
ドルフィンズのオーナーのジョー・ロビーが1970年代後半から1980年代前半にかけて新スタジアムを求めて活動していたが、スタジアム建設費を公金から捻出するための増税が住民投票で否決されたため、公的資金の投入なしで建設された。1991年にMLBの新球団がマイアミに設立されることが発表されると改修工事を行い、アメフトと野球の兼用となった。
1992年9月にはハリケーン・アンドリューによる被害によって9月6日に予定されていたマイアミ・ドルフィンズ対ニューイングランド・ペイトリオッツの開幕戦が10月18日に延期された。
2013年5月3日、フロリダ州議会がスタジアム改修費用に、3億5000万ドルの税金を投入するか決める投票を行わないことを決定した。これにより第50回スーパーボウルの開催地候補から脱落した。その後2020年に第54回スーパーボウルの会場として使用されている。
2022年にはスタジアム周辺がサーキットとして整備され、マイアミ・インターナショナル・オートドロームが開業。マイアミグランプリが同年から行われているほか、スタジアム自体も2025年にはFIFAクラブワールドカップ2025の会場として開幕戦を含め数試合が実施、さらに2026年に開催されるFIFAワールドカップ26では、FIFA（国際サッカー連盟）による施設命名権行使禁止規定により、「マイアミスタジアム」の名称で使用される予定。

### マーリンズ移転
このスタジアムは野球観戦には不向きな上に、土地柄荒天が多いのに屋根が無く雨天中止が多いといった問題があったため、マーリンズはこのスタジアムに代わる新しい野球場の建設を進め、2007年12月18日に新球場を含めた公共施設の建設計画が承認された。しかし2008年3月にフィラデルフィア・イーグルスの元オーナーのノーマン・ブラマンは、計画の情報公開が不十分で税金は都市の再開発や貧困層の支援に使うべきだという訴えも出た。
その後2009年3月マイアミ・デイド郡が建設計画を承認、当初は2011年のシーズンより移転予定だったが建設が遅れ、マーリンズは2012年のシーズンに新球場マーリンズ・パークに移転した。

## フィールドの特徴
元々アメリカンフットボール用に造られたスタジアムのため、どの座席も50ヤードラインを向いている。アメリカンフットボール観戦は非常にしやすく、観客の視界を妨げるものを強いて挙げるとすればビジター側の席へ差し込む日光くらいである。
一方、50ヤードラインは野球では二塁ベース後方に位置するため、マウンド間の攻防を主にする野球の観戦はしにくい。左中間～右中間付近が広くなり、特に左中間にある「バミューダ・トライアングル」と呼ばれる凸部分や、「ティール・タワー」と呼ばれる背の高い電光掲示板が多くの本塁打を削る。天然芝球場だが、ゴロの打球は減速しづらく、グラウンドボール・ヒッターに向く球場である。
野球場として利用されることを目的としたため、写真にあるように一部芝生をはがした箇所があった。

## 主要な出来事、予定

### アメフト
- 1987年8月16日、開場。
- 1989年1月22日、第23回スーパーボウル開催（フォーティナイナーズ 20-16 ベンガルズ）。
- 1995年1月29日、第29回スーパーボウル開催（フォーティナイナーズ 49-26 チャージャーズ）。
- 1999年1月31日、第33回スーパーボウル開催（ブロンコス 34-19 ファルコンズ）。
- 2007年2月4日、第41回スーパーボウル開催（コルツ 29-17 ベアーズ）。
- 2010年1月31日　プロボウル開催（AFC 41-34 NFC　スーパーボウルの前週に開催され、又スーパーボウルと同一スタジアムで行われるのは1967年以来。2011年は再びハワイ・アロハスタジアムに戻る。）。
- 2010年2月7日、第44回スーパーボウル開催（セインツ　31-17　コルツ）。
- 2020年2月2日、第54回スーパーボウル開催（チーフス　31-20　フォーティナイナーズ）。

### 野球
- 1993年4月5日、野球の試合初開催（マーリンズ 6-3 ドジャース）。
- 1996年5月11日、アル・ライターがロッキーズ戦でノーヒットノーランを達成した（マーリンズ 11-0 ロッキーズ）。
- ワールドシリーズ開催：1997年、2003年
- 2009年3月14日 - 18日　2009 ワールド・ベースボール・クラシック　第2ラウンド第2組の試合会場に。
- 2010年5月29日 フィラデルフィア・フィリーズのロイ・ハラデイ投手がフロリダ・マーリンズを相手にMLB史上20回目の完全試合を達成。
- 2011年9月28日 ワシントン・ナショナルズとのシーズン最終戦で野球としての使用を終了。レフトフェンスに掲げられた残り試合表示が「0」と同時に新球団マイアミ・マーリンズお披露目式の告知（2011年11月11日）が表示される。

### その他
- 2011年8月3日、サッカーのワールドフットボールチャレンジ2011、FCバルセロナ 対 CDグアダラハラの試合が開催される。
- 2012年4月1日、レッスルマニアXXVIII開催。
- 2019年からテニス大会マイアミ・オープンの会場となり、スタジアムはセンターコートが設けられる。また、さらにそれから4年後の2023年からはF1のマイアミGP開催時には当地のグラウンドに各チームのパドックが設けられ、スタンドは機材等を置く場所となっている。